# Droomland
Droomland is een Nederlands lied.

## Achtergrond
Het is een vertaling van Beautiful isle of somewhere, een Amerikaans lied uit 1897. De tekst van domineesvrouw Jessie Brown Pounds werd op muziek gezet door de componist John Sylvester Fearis. Het lied werd erg populair, en werd bijvoorbeeld gezongen op de begrafenis van de vermoorde Amerikaanse president William McKinley. Bekende artiesten die het lied hebben gezongen zijn onder andere Harold Jarvis, John McCormack, Jo Stafford en Vera Lynn.
De Nederlandse bewerking is van de hand van de muziekuitgever J.Poeltuyn, die zich bediende van het pseudoniem Johnny Ditch. Hij maakte er een minder religieus getint lied van, maar ook in de Nederlandse versie is de teneur van het lied dat er "ergens hier ver vandaan" een land bestaat "waar geen leed kan bestaan".
"Droomland" werd in 1934 op de plaat gezet door Willy Derby. Na de oorlog nam ook Willy Alberti het op zijn repertoire, eerst in een duet met Ans Heidendaal en later met zijn neef Johnny Jordaan. Ook de zingende zwerver Frans van Schaik (in 1950) en kunstfluiter Jan Tromp hadden veel succes met het lied. Heintje nam een Duitse versie, Traumland, op.
In 1992 werd "Droomland" nieuw leven ingeblazen door Paul de Leeuw en André Hazes, die het verkleed als kabouters zongen in De Schreeuw van de Leeuw. Hun versie haalde uiteindelijk de 23e plaats van de hitparade.

## Hitnoteringen
| "Droomland" (Paul de Leeuw & André Hazes) in de Nederlandse Top 40 binnen: 04-09-1993 | "Droomland" (Paul de Leeuw & André Hazes) in de Nederlandse Top 40 binnen: 04-09-1993 | "Droomland" (Paul de Leeuw & André Hazes) in de Nederlandse Top 40 binnen: 04-09-1993 | "Droomland" (Paul de Leeuw & André Hazes) in de Nederlandse Top 40 binnen: 04-09-1993 | "Droomland" (Paul de Leeuw & André Hazes) in de Nederlandse Top 40 binnen: 04-09-1993 | "Droomland" (Paul de Leeuw & André Hazes) in de Nederlandse Top 40 binnen: 04-09-1993 | "Droomland" (Paul de Leeuw & André Hazes) in de Nederlandse Top 40 binnen: 04-09-1993 | "Droomland" (Paul de Leeuw & André Hazes) in de Nederlandse Top 40 binnen: 04-09-1993 | "Droomland" (Paul de Leeuw & André Hazes) in de Nederlandse Top 40 binnen: 04-09-1993 |
| Week                                                                                  | 1                                                                                     | 2                                                                                     | 3                                                                                     | 4                                                                                     | 5                                                                                     | 6                                                                                     | 7                                                                                     |                                                                                       |
| ------------------------------------------------------------------------------------- | ------------------------------------------------------------------------------------- | ------------------------------------------------------------------------------------- | ------------------------------------------------------------------------------------- | ------------------------------------------------------------------------------------- | ------------------------------------------------------------------------------------- | ------------------------------------------------------------------------------------- | ------------------------------------------------------------------------------------- | ------------------------------------------------------------------------------------- |
| Nummer                                                                                | 35                                                                                    | 27                                                                                    | 26                                                                                    | 23                                                                                    | 23                                                                                    | 27                                                                                    | 37                                                                                    | uit                                                                                   |

| "Droomland" (Paul de Leeuw & André Hazes) in de Nederlandse Single Top 100 binnen: 11-09-1993 | "Droomland" (Paul de Leeuw & André Hazes) in de Nederlandse Single Top 100 binnen: 11-09-1993 | "Droomland" (Paul de Leeuw & André Hazes) in de Nederlandse Single Top 100 binnen: 11-09-1993 | "Droomland" (Paul de Leeuw & André Hazes) in de Nederlandse Single Top 100 binnen: 11-09-1993 | "Droomland" (Paul de Leeuw & André Hazes) in de Nederlandse Single Top 100 binnen: 11-09-1993 | "Droomland" (Paul de Leeuw & André Hazes) in de Nederlandse Single Top 100 binnen: 11-09-1993 | "Droomland" (Paul de Leeuw & André Hazes) in de Nederlandse Single Top 100 binnen: 11-09-1993 | "Droomland" (Paul de Leeuw & André Hazes) in de Nederlandse Single Top 100 binnen: 11-09-1993 | "Droomland" (Paul de Leeuw & André Hazes) in de Nederlandse Single Top 100 binnen: 11-09-1993 | "Droomland" (Paul de Leeuw & André Hazes) in de Nederlandse Single Top 100 binnen: 11-09-1993 |
| Week                                                                                          | 1                                                                                             | 2                                                                                             | 3                                                                                             | 4                                                                                             | 5                                                                                             | 6                                                                                             | 7                                                                                             | 8                                                                                             |                                                                                               |
| --------------------------------------------------------------------------------------------- | --------------------------------------------------------------------------------------------- | --------------------------------------------------------------------------------------------- | --------------------------------------------------------------------------------------------- | --------------------------------------------------------------------------------------------- | --------------------------------------------------------------------------------------------- | --------------------------------------------------------------------------------------------- | --------------------------------------------------------------------------------------------- | --------------------------------------------------------------------------------------------- | --------------------------------------------------------------------------------------------- |
| Nummer                                                                                        | 32                                                                                            | 24                                                                                            | 17                                                                                            | 16                                                                                            | 21                                                                                            | 27                                                                                            | 32                                                                                            | 47                                                                                            | uit                                                                                           |

### NPO Radio 2 Top 2000
| Nummer met noteringen in de NPO Radio 2 Top 2000 | '05 | '06 | '07 | '08 | '09 | '10 | '11 | '12 | '13 | '14 | '15 | '16  | '17 | '18 | '19 | '20  | '21 | '22  | '23  | '24  |
| ------------------------------------------------ | --- | --- | --- | --- | --- | --- | --- | --- | --- | --- | --- | ---- | --- | --- | --- | ---- | --- | ---- | ---- | ---- |
| Droomland                                        | 663 | 362 | 528 | 720 | 450 | 630 | 783 | 599 | 603 | 702 | 815 | 1015 | 987 | 916 | 935 | 1012 | 925 | 1110 | 1004 | 1055 |

1. ↑  Een vetgedrukt getal geeft de hoogste notering aan.
2. ↑  2005 was het eerste jaar met een notering voor dit nummer.

### Evergreen Top 1000
| Evergreen Top 1000 "Droomland - Paul de Leeuw & Andre Hazes" | Evergreen Top 1000 "Droomland - Paul de Leeuw & Andre Hazes" | Evergreen Top 1000 "Droomland - Paul de Leeuw & Andre Hazes" | Evergreen Top 1000 "Droomland - Paul de Leeuw & Andre Hazes" | Evergreen Top 1000 "Droomland - Paul de Leeuw & Andre Hazes" | Evergreen Top 1000 "Droomland - Paul de Leeuw & Andre Hazes" | Evergreen Top 1000 "Droomland - Paul de Leeuw & Andre Hazes" | Evergreen Top 1000 "Droomland - Paul de Leeuw & Andre Hazes" | Evergreen Top 1000 "Droomland - Paul de Leeuw & Andre Hazes" | Evergreen Top 1000 "Droomland - Paul de Leeuw & Andre Hazes" | Evergreen Top 1000 "Droomland - Paul de Leeuw & Andre Hazes" | Evergreen Top 1000 "Droomland - Paul de Leeuw & Andre Hazes" | Evergreen Top 1000 "Droomland - Paul de Leeuw & Andre Hazes" | Evergreen Top 1000 "Droomland - Paul de Leeuw & Andre Hazes" | Evergreen Top 1000 "Droomland - Paul de Leeuw & Andre Hazes" | Evergreen Top 1000 "Droomland - Paul de Leeuw & Andre Hazes" | Evergreen Top 1000 "Droomland - Paul de Leeuw & Andre Hazes" |
| Jaar                                                         | 2008                                                         | 2009                                                         | 2010                                                         | 2011                                                         | 2012                                                         | 2013                                                         | 2014                                                         | 2015                                                         | 2016                                                         | 2017                                                         | 2018                                                         | 2019                                                         | 2020                                                         | 2021                                                         | 2022                                                         | 2023                                                         |
| ------------------------------------------------------------ | ------------------------------------------------------------ | ------------------------------------------------------------ | ------------------------------------------------------------ | ------------------------------------------------------------ | ------------------------------------------------------------ | ------------------------------------------------------------ | ------------------------------------------------------------ | ------------------------------------------------------------ | ------------------------------------------------------------ | ------------------------------------------------------------ | ------------------------------------------------------------ | ------------------------------------------------------------ | ------------------------------------------------------------ | ------------------------------------------------------------ | ------------------------------------------------------------ | ------------------------------------------------------------ |
| Positie                                                      | -                                                            | -                                                            | -                                                            | -                                                            | -                                                            | -                                                            | -                                                            | -                                                            | 231                                                          | 187                                                          | 289                                                          | 238                                                          | 228                                                          | 313                                                          | 306                                                          | 320                                                          |

## Michels
- "Droomland" was een favoriet lied van voetbaltrainer Rinus Michels, die het op feestavonden ook zelf graag ten gehore bracht.

## Bron
- Artikel over Droomland van Jacques Klöters op de website van de AVRO